# Fructification
Ne doit pas être confondu avec la fructification chez les vrais champignons.

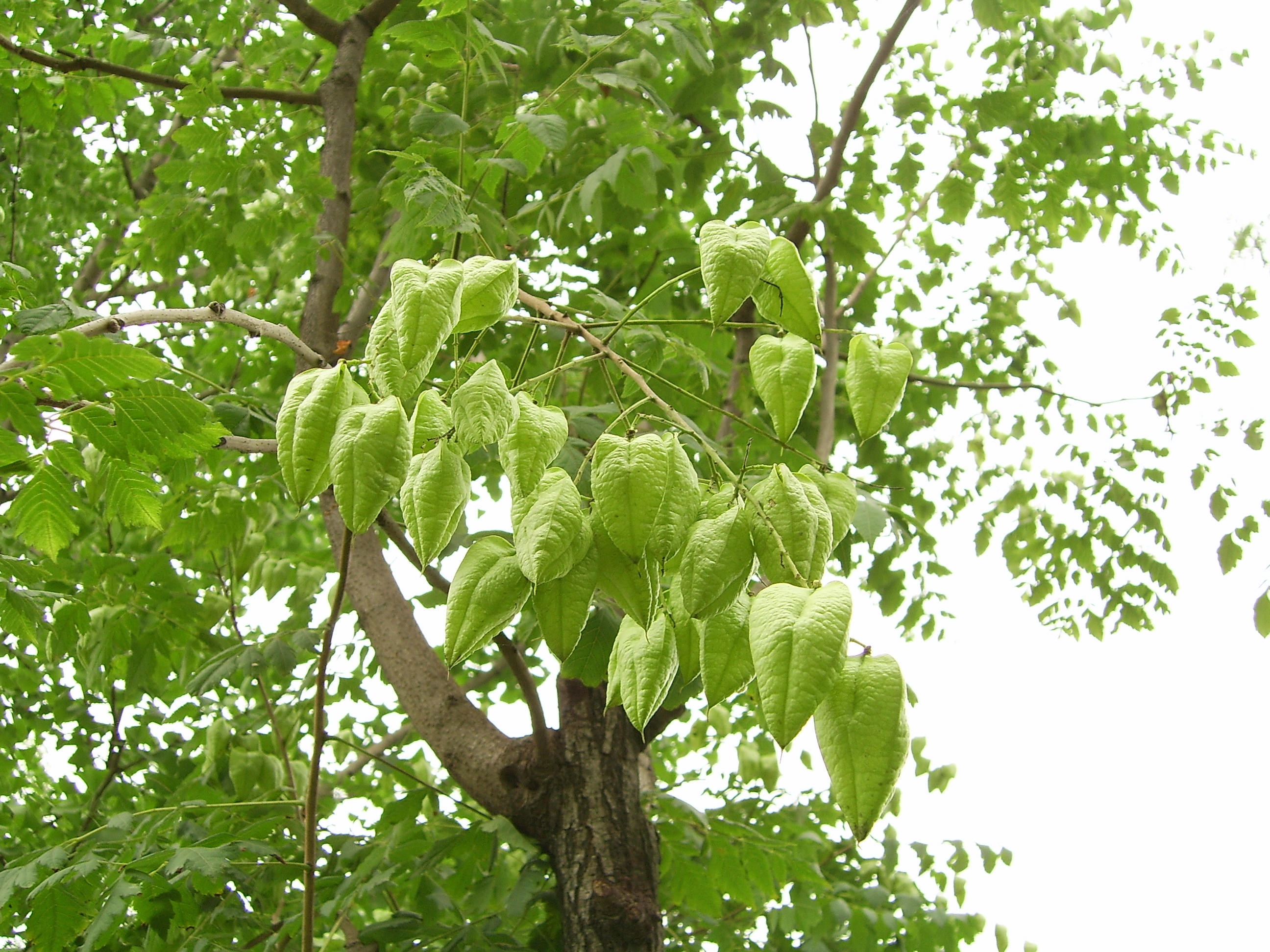
Fructification du Koelreuteria paniculata.

La fructification est le phénomène de transformation par fécondation des fleurs en fruits.
Elle joue un rôle majeur pour les espèces frugivores (qui sont souvent aussi disperseuses de graines) et pour la sylvigenèse. Elle a une dimension phénologique et conditionne le taux de fertilité, mais sans être le seul déterminant à prendre en compte, car même en cas de fleurissement abondant, une partie de la fructification peut être avortée, parasitée, etc. dont parfois pour des raisons d'absence ou disparition du pollinisateur ou de dioécie. Une bonne fructification ne suffit pas à garantir la pérennité d'une espèce, car beaucoup de graines (d'arbres par exemple) doivent germer rapidement, et ne peuvent parfois le faire qu'après une phase de froid (vernalisation), dans certaines conditions de lumière, température et humidité et/ou après être passée dans un tube digestif d'une certaine espèce (éléphant par exemple).

## Facteurs favorisant la fructification
Chez les espèces dépendantes d'un ou plusieurs pollinisateurs (abeille par exemple) une bonne fructification exige la présence du pollinisateur en nombre suffisant et durant la bonne période.
Chez les arbres fruitiers, la fructification n'apparait souvent qu'après quelques années de croissance et elle pourra alors être accélérée par l'arcure ou le cernage, ou par certains stress.
Selon les cultivars, un arbre sélectionné pour produire des fruits peut être plus ou moins fertile et donc fructifier de façon plus ou moins abondante. Dans une jungle ou une forêt divers facteurs peuvent également commander la réussite et la date de la fructification.

## Phénologie
Une saisonnalité est presque toujours constatée en termes de fructification.
Une hétérogénéité inter-annuelle est constatée chez de nombreuses espèces de plantes et d'arbres.
En zone équatoriale, les saisons telles qu'on les connait (de plus en plus marquées au fur et à mesure qu'on se rapproche des pôles) n'existent pas, mais il existe néanmoins des rythmes phénologiques de fructification propres aux espèces et un pic saisonnier de fructification, même sous des climats très constants comme en Colombie, avec cependant des dates pouvant varier selon divers facteurs climatiques/altidudinaux et écologiques encore mal cernés,,. De manière générale, les maxima correspondent plutôt à la saison sèche sauf dans les régions arides selon Burger (1974) qui a étudié cette question en Éthiopie. et en zone équatoriale (Guyane par exemple) deux pics annuels de floraisons et deux autres pics de fructifications existent pour de nombreuses espèces d'arbres, liées à deux périodes moins humides de l'année.
Il a été rapporté par plusieurs études que dans certaines espèces, la fructification est décalée selon que l'arbre est émergent ou dans la canopée, ou encore enfoui le sous-bois, comme au Costa Rica selon Frankie et al. (1974) ou en Colombie selon Hilty (1980) ou sur l'île de Barro Colorado selon Foster (1982)... mais ceci n'a pas été constaté en Guyane par Sabatier (1985).
En zone tropicoéquatoriale, le fait qu'une espèces ait une dispersion zoochore (fruits généralement charnus et pulpeux), anémochore ou autochore influence aussi la saisonnalité plus ou moins marquée du cycle de fructification.